# جپسن
جپسن (همچنین به عنوان جپسن ساندرسون شناخته می‌شود) یک شرکت آمریکایی است که اطلاعات ناوبری، ابزارهای برنامه‌ریزی عملیات، محصولات برنامه‌ریزی پرواز و نرم‌افزار را ارائه می‌دهد. نمودارهای ناوبری هوانوردی جپسن به دلیل محبوبیت آن‌ها، اغلب توسط خلبان‌ها «جپ چارتز» یا به سادگی «جپز» نامیده می‌شوند.
دفتر مرکزی جپسن در اینورنس، کلرادو، یک مکان مختص سرشماری در شهرستان آرپهوو قرار دارد. جپسن دفاتری در نقاط مختلف جهان، از جمله نوی-ایزنبورگ (آلمان)، ماسا (ایتالیا)، کراولی (بریتانیا)، گوتنبرگ (سوئد)، کانبرا (استرالیا) و گدانسک (لهستان) دارد. این شرکت تقریباً ۳۲۰۰ کارمند دارد.

## سایر ارائه دهندگان پشتیبانی پرواز
- Air Routing International
- لوفت‌هانزا سیستمز
- Universal Weather and Aviation
- Navblue